# Огнен
О́гнен (болг. Огнен) — село в Бургаській області Болгарії. Входить до складу общини Карнобат.

## Населення
За даними перепису населення 2011 року у селі проживали 208 осіб.
Національний склад населення села:
| Національність   | Кількість осіб | Відсоток |
| ---------------- | -------------- | -------- |
| болгари          | 138            | 84,1%    |
| турки            | 17             | 10,4%    |
| цигани           | 9              | 5,5%     |
| інша             | 0              | 0%       |
| не визначились   | 0              | 0%       |
| Всього відповіли | 164            |          |

Розподіл населення за віком у 2011 році:
Динаміка населення: